# آلة نفخ خشبية
آلات النفخ الخشبية هي آلات نفخ يتولد منها الصوت نتيجة للنفخ من خلال ميسم للفم أو نتيجة اهتزاز قصبة، ويتحكم بنغمة الصوت الصادر عن طريق فتح وإغلاق ثقوب في جسم الآلة. وكما يشير الاسم، فإن هذه الآلات صنعت في البدء من الخشب، غير منها اليوم ما يصنع من مواد أخرى. تضم هذه المجموعة أربع آلات أساسية هي الفلوت أو الناي والأوبوا أو المزمار والكلارينيت أو اليراعة والفاجوت. وأحيانا يضاف إلى هذه الأربع آلات إضافية هي الفلوت الصغير والكورنو الإنجليزي والباص كلارينيت وكونترا فاجوت.

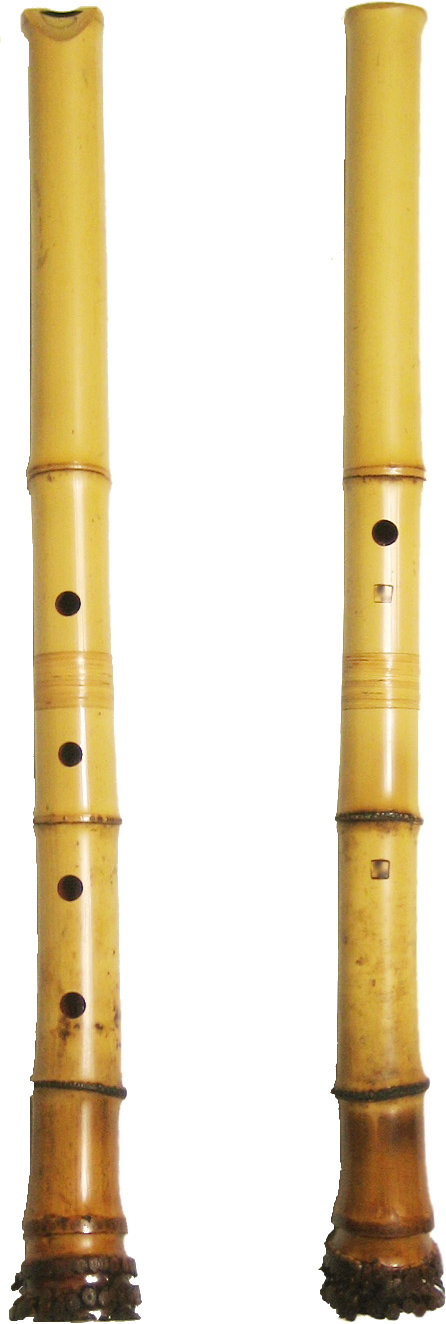
الفلوت

## فلوت
مقال رئيسى: فلوت
يمكن تمييز آلة الفلوت (Flute) بسهولة نظرا لأنها الآلة الوحيدة التي تكون في وضع أفقى عبر الوجه. وقد كان الفلوت فيما مضى يصنع من خشب الأبنوس، وفي كثير من الأحيان يصنع من الفضة ومركباتها.

## أوبوا
مقال رئيسى: أوبوا
الأبوا (Oboe) هي آلة نفخ خشبية ذات ريشة مزدوجة وتصنع عادة من خشب الأبنوس، وقد تُصنع من المعدن، وبخاصة ما يستخدم منها في الموسيقى العسكرية. وتعتبر الأوبوا دائما -أيا كانت المادة التي تُصنع منها- ضمن آلات النفخ الخشبية ذات الريشة المزدوجة والتي يسميها البعض (ذات الريشتين). ونظراً لوضوح الصوت في آلة الأوبوا وثباته، فان آلات الأوركسترا جميعها تضبط نغماتها على صوت آلة الأوبوا، وذلك ما لم تشترك آلة البيانو في العزف، وفي هذه الحالة يتم ضبط النغمات وفقا لصوت آلة البيانو.

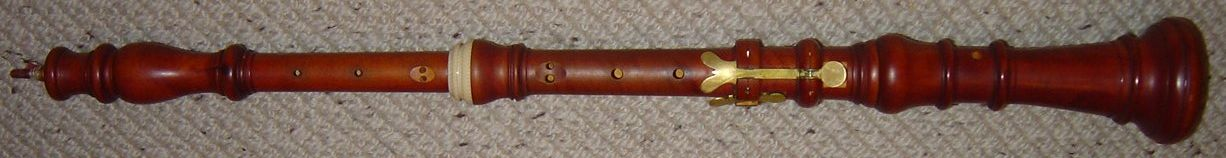
آلة الأبــوا

## كلارينيت
مقال رئيسى: كلارينيت
الكلارينيت (Clarinet) هي آلة نفخ خشبية ذات ريشة واحدة، وهي تُصنع عادة من خشب الأبنوس، وقد تصنع من المعدن، وإن ظلت في جميع الأحوال في عداد آلات النفخ الخشبية. وفي الوقت الحاضر تستخدم آلتى كلارينيت.

## فاجوت basson
الفاجوت أو الفاجوط (زمخر) هو آلة نفخ خشبية ذات ريشة مزدوجة وهي بالطبع أغلظ صوتا من آلة الأوبوا. ونظرا لتعذر صنعها من قصبة واحدة، وصعوبة استعمال الأصابع على ثقوبها، فإن قصبتها تصنع ملتوية على شكل أنبوبتين متجاورتين مختلفتى الطول. ويوضع الجزء الأسفل منهما في إسطوانة تسمى (الحذاء). والقصبة مخروطية قليلا، وهي أطول وأعرض من قصبة الأوبوا. وتنتهى القصبة الأمامية بأنبوبة معدنية يُركب في نهايتها قطعة الفم المثبت فيها الريشة المزدوجة. وتُحمل آلة الفاجوت أثناء العزف بها مائلة من الناحية اليمنى إلى أسفل، وتعلق بحبل رقيق في الرقبة. ويصعب استعمال الأصابع على ثقوب الفاجوت لبعدها عن بعضها ولذلك يستخدم جهاز الغَمّازات ويغطى غالبية هذه الثقوب. وبسبب ضيق فتحات ثقوب الفاجوت والتوائها فإن أصواتها تُسمع هادئة مكتومة وجافة قاتمة. كما أن أصواتها وبخاصة في المنطقة الوسطى تشبه آلة التشيللو. وتتميز آلة الفاجوت بقدرتها على التعبير عن الطابع الهزلى الساخر، عندما تُعزف نغماتها بشكل متقطع (Staccato).

## فلوت صغير
الفلوت الصغير (Piccolo) وهو اصغر حجما من الفلوت، وأحَد منه صوتاً. وتُعزف نغماته ثمانى نغمات (Octave) أحَدّ.

## كورنو إنجليزي
الكورنو الإنجليزي (English horn) هو أيضا ذو ريشة مزدوجة، ويشبه آلة الأوبوا ولكن صوته أغلظ منها. وى لة الكورنو الإنجليزى من آلات التحويل، أي أن الصوت المسموع منها غير الصوت المدون أمام العازف في المدونة الموسيقية، وعلى العازف أن يقوم بعملية التحويل هذه، أثناء العزف مباشرة.

## باص كلارينيت
الباص كلارينيت (Bass Clarinet) ويبلغ حجمها ضعف حجم آلة الكلارينيت والجزء العلوى منها على شكل رأس ثعبان، وكما يُصنع الجزء السفلى منها مقوسا على شكل الجرس. وتعتبر آلتا الكلارينيت (سى بيمول) والباص كلارينيت (سى بيمول) أهم آلات فصيلة الكلارينيت إطلاقا، وهما آلتان رئيسيتان في الفرق السيمفونية. أما بقية آلات هذه الفصيلة فإنها تستعمل بصورة أكبر في الفرق العسكرية وفرق الرقص.
والمنطقة الصوتية للباص كلارينيت تنخفض عن المنطقة الصوتية لآلة الكلارينيت بثمانى نغمات (Octave). وبالإضافة إلى ذلك فإن آلة الباص كلارينيت من آلات التحويل أي أن الصوت المكتوب في المدونة الموسيقية يختلف عن الصوت المسموع فعلا.

## كونترا فاجوت
الكونترا فاجوت (Double Bassoon) وهو يقابل آلة الكونتراباص في مجموعة الآلات الوترية وحجمه ضعف حجم آلة الفاجوت، ويصنع من ثلاث قصبات متجاورة متصلة بعضها ببعض، على نحو اتصال شعبتى صقبة آلة الفاجوت. وتنتهى القصبة الخلفية ببوق من المعدن، كما تنتهى القصبة الأمامية من أعلى بأنبوبة معدنية طويلة تركب في نهايتها قطعة الفم المثبت فيها الريشة المزدوجة، وهي ريشة عريضة جدا. ونظرا لضخامة هذه الآلة وصعوبة حملها فإنها ترتكز على الأرض أثناء العزف عليها.
ونغمات آلة الكونترا فاجوت أغلظ من آلة الفاجوت بثمانى نغمات (Octave)، كما أنه الكونترا فاجوت من آلات التحويل حيث تعزف نغماته ثمانى نغمات (Octave) أغلظ مما هو مكتوب في مدونتها الموسيقية.

## الناي
آلة الناي مصنوعة من القصب المجوف مفتوحة الطرفين ذات صوت شجي لها ستة ثقوب من الأمام كل ثلاثة ثقوب مبتعدة قليلاً عن الثلاثة الأخرى وله ثقب رابع.

## اقرأ أيضاً
- صفارة القصدير
- تفمم